# Неферірікара I
Неферірікара I, Неферіркара Какаї — давньоєгипетський фараон з V династії.

## Життєпис

### Походження
Походження Неферірікари, як і двох його попередників, не зовсім ясне. Про нього та про часи його правління збереглось небагато свідчень.
Він був сином засновника династії, фараона Усеркафа, й цариці Хенткаус I, спадкував своєму брату Сахурі. Те, що він був братом останнього, підтверджують зображення Неферірікари в заупокійному храмі Сахури. У папірусі Весткар, Неферірікара названий сином дружини жерця бога Ра й самого бога Ра, поряд із двома іншими першими фараонами V династії — Усеркафом та Сахурою, які, таким чином, були його братами.

### Заупокійний комплекс

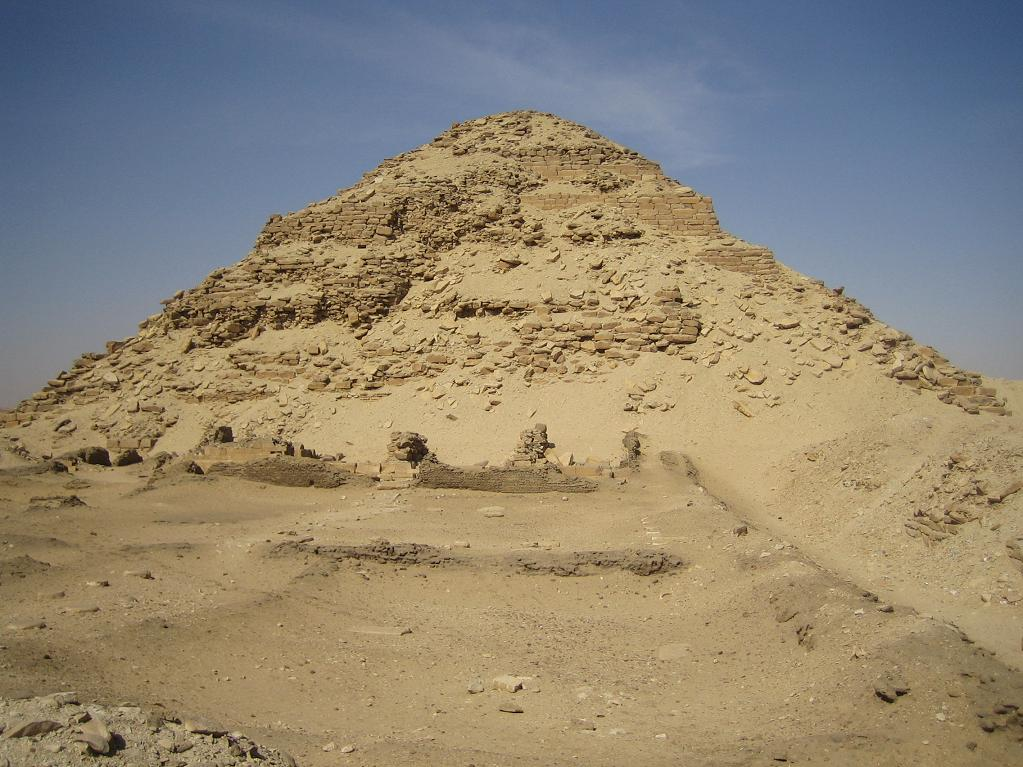
Піраміда Неферірікари в Абусірі

Неферірікара відомий, передусім, своїми будівельними роботами, до центральних проєктів яких належали дотепер не знайдений сонячний храм і поминальний комплекс з пірамідою.
Неферірікара збудував піраміду в Абусірі (104 × 104 м.). Вона є найбільшою пірамідою некрополя. Піраміда Неферірікари замислювалась як шестирівнева піраміда висотою 52 м, однак згодом її висоту планувалось збільшити до 73,5 м. Нині піраміда Неферірікари сильно зруйнована, а її висота становить лише 44 м. Вхід до піраміди розміщувався з північного боку. Галерея та поховальна камера, від якої збереглась тільки верхня частина, формою лише злегка відрізнялись від піраміди Сахури.

### Образ царя
Неферірікара є одним з популярних героїв давньоєгипетського фольклору того періоду. Легенди зображують його мудрим, благородним, ввічливим і добродушним правителем. Це ж підтверджують і згадки про фараона у гробницях вельмож. Зокрема, відома історія про те, як під час здійснення релігійного обряду фараон випадково торкнувся жезлом до тіла старого й шанованого усіма вельможі Равера. Той жест фараона, на якого дивились як на божество, означав опалу чи навіть страту придворного. Неферірікара, однак, поспіхом помилував Равера й наполіг на тому, щоб інцидент не мав для останнього жодних негативних наслідків. Усе це було зображено в написі у гробниці Равера в Гізі.
Цікавим також є напис візира й головного архітектора фараона Уашптаха, який, на жаль, погано зберігся, що написаний у його гробниці. Цар зі своїм почтом та дітьми відвідав доручені Уашптаху роботи й залишився задоволеним ними. Під час розмови він помітив, що його візир не відповідає. Почет зрозумів, що той знепритомнів. Цар негайно наказав перенести його до палацу, покликав придворних медиків з їхніми медичними папірусами. Але все виявилось марним, тому царю лишалось тільки наказати приготувати для вірного слуги саркофаг з ебенового дерева. Після смерті Уашптаха цар на кілька днів усамітнився у власних кімнатах. Уашптах був муміфікований у присутності фараона, а поховальну процесію очолив сам Неферірікара. Такий напис у гробниці Уашптаха особливо підкреслює любов до людей фараона Неферірікари.
Вельможа Птахшепсес, який жив за семи царів, залишив цікавий, не позбавлений літературних чеснот, напис, у якому, зокрема, розповів, що як особливу милість «його величність дозволив йому цілувати свої ноги й не дозволив цілувати підлогу».